# 포르노카나베세
포르노카나베세는 피에몬테주이탈리아 지역의 토리노 광역시에 있는 코무네로, 토리노에서 북서쪽으로 약 35 킬로미터 (22 mi) 떨어져 있다.
포르노카나베세는 다음 코무네와 접한다: 프라티글리오네, 코리오, 리바라, 로카카나베세, 레보네.